# Ворожцов, Александр Петрович
Алекса́ндр Петро́вич Ворожцо́в (19 декабря 1923 — 16 октября 2006) — советский дипломат. Чрезвычайный и полномочный посланник 1 класса.

## Биография
Участник Великой Отечественной войны, воевал на Ленинградском и Белорусском фронтах. Окончил Ленинградский государственный университет (1952) и Высшую дипломатическую школу МИД СССР (1959). На дипломатической работе с 1959 года.
- В 1959—1964 годах — сотрудник Посольства СССР в Пакистане.
- В 1964—1968 годах — на ответственной работе в аппарате ЦК КПСС.
- В 1968—1974 годах — советник Посольства СССР в Ираке.
- В 1974—1977 годах — инструктор Отдела загранкадров, Отдел ЦК КПСС.
- В 1977—1979 годах — советник-посланник Посольства СССР в Нигерии.
- С 27 августа 1979 по 10 января 1984 года — чрезвычайный и полномочный посол СССР в Сьерра-Леоне[1].

С 1984 года — в отставке.

## Награды
- Орден Отечественной войны I степени (1985)
- Орден «Знак Почёта» (1971)[2]
- Медаль «За отвагу» (1944)
- Медаль «За победу над Германией в Великой Отечественной войне 1941—1945 гг.» (1945)
- Медаль «За оборону Ленинграда»